# Eugène Gavel
Pour les articles homonymes, voir Gavel.
Alexis Eugène Gavel, né le 27 juillet 1881 à Calais et mort le 28 mars 1954 à l'Hôpital Beaujon de Clichy, est un compositeur de musique français.

## Biographie
Né dans une famille de cafetiers calaisiens, Eugène Gavel devient professeur de piano et s'engage volontairement dans l'armée en 1902. Lors de la Bataille de la Somme, le 8 octobre 1916, il est blessé de la tempe à la joue gauche par un éclat de grenade. Cette blessure nécessitera une énucléation de l’œil gauche . 
Revenu à la vie civile après la guerre, il devient compositeur de musique.

## Œuvres
Chansons
Ses chansons ont été interprétées et/ou enregistrées par Dranem, Karl Ditan, Mayol…
Opérettes
- 1925 : Bichu, de Marcel Barencey et Strit, au théâtre de Cluny
- 1925 : A toi mon cœur, de Bertal-Maubon, au Casino Montparnasse
- 1925 : Le Roi des ballots, de Dufleuve, à Charleval
- 1935 : Françoise réserviste, de Bertal-Maubon, au théâtre Municipal de Rennes

## Iconographie
- (en) Couvertures de partitions grands formats sur Illustrated Sheet Music (banque d'images (renseignements sur les dates, les éditeurs, les auteurs)